# Торопов, Александр Фёдорович
Александр Фёдорович Торопов (1923, дер. Высоково, Ярославская губерния — 27 мая 1946, Львовская область) — Герой Советского Союза, стрелок взвода лейтенанта П. Н. Широнина, гвардии красноармеец.

## Биография
Родился в крестьянской семье. Окончил 7 классов школы, после работал учеником сверловщика на машиностроительном заводе в городе Рыбинске. В 1941 году был призван в Красную Армию и с августа — на фронтах Великой Отечественной войны.
В составе 1-го взвода 8-й роты 78-го гвардейского стрелкового полка принял бой на железнодорожном переезде у села Тарановка Харьковской области. С 2 по 6 марта 1943 года взвод удерживал позицию на переезде против превосходящих сил противника. В ходе боя было уничтожено 16 танков противника и более 100 солдат. Из 25 защитников переезда в живых осталось только 6, в том числе и Александр Торопов. Все оставшиеся в живых были тяжело ранены. Торопов попал в госпиталь на излечение.
Подвиг у села Тарановка, как пример массового героизма, стоит в одном ряду с боем 28 панфиловцев у разъезда Дубосеково и десантом К. Ф. Ольшанского в порту города Николаева. В литературе широнинцев называли «украинскими панфиловцами».
За мужество, стойкость и отвагу, проявленные в боях с фашистскими захватчиками под Тарановкой, все 25 воинов 1-го взвода 8-й стрелковой роты 78-го гвардейского стрелкового полка 25-й гвардейской стрелковой дивизии были представлены к награждению званием Героя Советского Союза.
Указом Президиума Верховного Совета СССР «О присвоении звания Героя Советского Союза начальствующему и рядовому составу Красной Армии» от 18 мая 1943 года за «образцовое выполнение боевых заданий командования на фронте борьбы с немецкими захватчиками и проявленные при этом отвагу и геройство» удостоен звания Героя Советского Союза.
После долгого лечения в госпиталях Саша, получив отпуск, посетил родные края. Вернулся снова в свою часть и продолжал службу в 24-й бригаде НКВД, с которой прошел до Эльбы. После войны служил в пограничных войсках, охраняя рубежи Советского Союза. Участник операций по ликвидации бандеровских банд.
26 мая 1946 года был демобилизован. Трагически погиб 27 мая 1946 года (был сбит автомобилем). Похоронен в городе Мостиска Львовской области.

## Награды
- Герой Советского Союза;
- орден Ленина;
- орден Славы 2-й степени;
- орден Славы 3-й степени.

## Память
- На месте боя в Тарановке был установлен памятник героям-широнинцам.
- Именем героев был назван морской танкер.
- В память о Герое установлен обелиск в деревне Высоково.
- Памятник на месте гибели Героя.